# Глос, Михаэль
Михаэль Глос (нем. Michael Glos; род. 14 декабря 1944, Брюннау) — немецкий политический и государственный деятель, в 2005-2009 годах министр экономики и технологии.
В 1970 году вступил в Христианско-социальный союз (ХСС). С 1993 года является членом её президиума и правления, а также возглавляет региональную организацию ХСС Нижней Франконии.

## Биография
После средней школы пошёл учиться на мельника и стал мастером в 1967 году.
Член бундестага с 1976 года.
С 1981 по 1987 год — руководитель рабочей группы «Финансы и бюджет» депутатской группы ХСС в бундестаге ФРГ.
С 1987 по 1990 год — руководитель рабочей группы «Финансы» и спикер парламентской фракции ХДС/ХСС по финансам и налогам.
С 1990 по 1992 год зампред парламентской фракции ХДС/ХСС, курировал вопросы экономики, транспорта, среднего бизнеса, сельского хозяйства и туризма.
С 1993 по 2005 год был председателем депутатской группы ХСС и первым заместителем председателя парламентской фракции ХДС/ХСС в бундестаге (парламенте) ФРГ.
Женат, имеет двоих детей. Его третий ребёнок погиб в автомобильной аварии недалеко от Мюнхена в 1997 году.